# Yi Kun-mo
Yi Kun-mo (även skrivet Li Kun-mo och liknande), född 1926 – 2001. Nordkoreansk politiker och Nordkoreas premiärminister 1986 till 1988.